# Englmarbach
Der Englmarbach (frühere Schreibweise Engelmarbach) ist ein sechs Kilometer langer Bach im Landkreis Straubing-Bogen in Niederbayern. Er fließt mit dem von links kommenden und sowohl kürzeren wie einzugsgebietsärmeren Rettenbacher Mühlbach zum Bogenbach.

## Verlauf
Das bewaldete Quellgebiet südöstlich des Gipfels des Pröllers durchfließt der Bach in einem leicht östlichem Bogen, bis er nahe Hügelhof das Dorf Sankt Englmar erreicht. Jetzt wird das Dorf, teils verrohrt, durchquert, um im Kurpark auf einer Länge von etwa 500 Metern als Attraktion zu dienen. An einem kleinen Weiher wurde eine neue Verzweigung des Gewässers geschaffen. Der westliche Zweig entspricht weitgehend dem historischen Verlauf durch die Alte Mühle. Der neu geschaffene östliche Zweig speist weitere Teiche und nimmt in einem davon den anderen Zweig wieder auf. Nun geht es im Kerbtal zwei Kilometer fast geradlinig südsüdöstlich entlang der rechts liegenden Hilmer Leite. Nach einer S-Kurve folgt das letzte Teilstück, nun nach Süden, längs der links liegenden Rettenbacher Leiten bis zum Zusammenfluss mit dem Rettenbacher Mühlbach. Der Englmarbach verlässt nie das Gemeindegebiet von Sankt Englmar. Im letzten Abschnitt ist er für 200 Meter das Grenzgewässer zur Gemeinde Perasdorf.

## Geschichte
Im Repertorium zum Atlasblatt Mitterfels werden um 1820 drei Mühlen am Engelmar-Bächel erwähnt: in Englmar (⊙), in Staudenau und die Sägemühle. (⊙)